# Кукрек
Кукрек — двухслойная археологическая стоянка каменного века. По среднекаменной стоянке названа кукрекская культура. Расположена в предгорной части Крыма в 25 км к востоку от города Симферополь, возле села Лесное Белогорского района, на правом берегу реки Зуя.

## Исследование
Стоянка открыта в 1926 году. В 1926—1927 годах здесь проводил раскопки Глеб Бонч-Осмоловский, позже, в 1975—1976 годах Ю.Г. Колосов и Дмитрий Телегин. Материалы раскопок Г.А. Бонч-Осмоловского обработаны и изданы Е.А. Векиловой, которая установила двухслойность памятника, что затем было подтверждено раскопками 1975—1976 годов.

## Культурные слои
Культурный слой собственно кукрекского типа залегает в глинисто-песчаной прослойке, на глубине 1,4—1,6 метра. Верхний, мурзак-кобинский слой положен выше, в слое гальки, на глубине 0,8—0,9 м.
Между двумя культурными слоями — стерильная прослойка толщиной 0,5—0,6 м.
В раскопе Глеба Бонч-Осмоловского исследованы остатки трех открытых очагов, округлых в плане, в поперечнике около 1 г. Толщина линзы очагов до 0,35 м., они заполнены пеплом темно-серого цвета с древесными угольками. В одном случае углубление очага было выложено камнем. Вокруг костров обнаружены многочисленные кремнёвые находки, на отдельных квадратах раскопа их было по несколько сотен экземпляров. По определению В. Бибикова, в слое стоянки обнаружены кости только диких животных, в том числе волка, оленя и кабана. Встречаются также раковины Helix.

## Датировка
Для стоянки Кукрек получены для ракушек три радиоуглеродные даты: Ки-954 — 7650±150 лет до Р. Х.; Bln-1999(1) — 5370±65 лет до Р. Х.; Bln - 1799(2) — 5335±70 лет до Р. Х..